# Code de région DVD

Carte des différents codes régionaux et zones.

Un code de région ou code régional est une technique de gestion des droits numériques permettant aux studios de cinéma de maîtriser les aspects de la mise en vente d'un DVD, tels que le contenu, la date de sortie et le prix, selon la région. Les DVD peuvent être munis d'un code régional limitant la région du monde dans laquelle ils peuvent être lus.

## Codes régionaux et zones
| Code | Zones |
| ---- | --- |
| 0    | Terme informel signifiant « mondial ». La zone 0 n'est pas un paramètre officiel ; les disques qui portent le symbole de la zone 0 soit n'ont pas d'indicateur, soit ont une série d'indicateurs des zones 1 à 6.                          |
| 1    | Amérique du Nord (Canada, États-Unis, Bermudes), sauf le Groenland et Saint-Pierre-et-Miquelon, situés en Zone 2. |
| 2    | Europe (sauf l'Ukraine, la Biélorussie, la Russie et le Kazakhstan) ; Transcaucasie (Arménie, Azerbaïdjan et Géorgie) ; Levant (Proche-Orient), Japon, Afrique du Sud, Swaziland, Lesotho, France d'outre-mer, Groenland, Canaries, Madère |
| 3    | Asie du Sud-Est, Corée du Sud, Taïwan, Hong Kong, Macao |
| 4    | Mexique, Amérique centrale et du Sud (sauf Guyane française), Caraïbes (sauf France d'outre-mer), Océanie (sauf France d'outre-mer) |
| 5    | Ukraine, Biélorussie, Russie, Kazakhstan, Afrique (sauf l'Égypte, l'Afrique du Sud, l'Eswatini, le Lesotho, Madère, les Canaries et la France d'outre-mer) ; Asie centrale et sous-continent indien ; Mongolie, Corée du Nord              |
| 6    | Chine, Hong Kong |
| 7    | Code réservé pour une utilisation éventuelle. Trouvé sur des copies de screeners de DVD en lien avec la Motion Picture Association of America et sur des copies de médias de pré-lancements en Asie.                                       |
| 8    | Lieux internationaux comme des aéronefs, des navires de croisière… |
| ALL  | Les disques de la zone « ALL » ont tous une série de huit indicateurs, permettant au DVD d'être joué dans toutes les régions et sur tous les lecteurs.                                                                                     |

### RCE (Regional Coding Enhancement)
Une seconde technique est parfois ajoutée sur le codage par zone, le RCE (Regional Coding Enhancement). Elle vise essentiellement un cas précis : les lecteurs dézonés. Les DVD protégés sont techniquement compatibles avec toutes les zones, mais contiennent un menu spécifique qui s'affiche quand la zone du lecteur n'est pas la même que celle attendue par le disque. Un DVD RCE de la zone 1 (Amérique du Nord) ne sera donc pas lisible sur un lecteur de DVD de la zone 2, même dézoné. La protection reste perfectible et certains lecteurs arrivent tout de même à afficher les films.
À noter que certaines régions comme les pays Baltes ou Hong Kong et Macao sont certainement bizonales, en raison :
- Pour les pays baltes, zone 2 pour les liens avec l'Union Européenne et zone 5 en raison des liens avec les anciens pays soviétiques ;
- Pour Hong Kong et Macao, Zone 3 en raison de leur position en Asie de l'Est et zone 6 pour les liens avec la république populaire de Chine.

#### Lecteur DVD Toutes zones (allant des zones 1 à 6)
Des lecteurs DVD multi-zones allant des zones 1 à 6 ont été mis au point par certaines marques dans les cas de figure où des personnes achèteraient leurs DVD à l'étranger dans une autre zone que celle prévue.
Ces lecteurs sont prévus uniquement pour les zones « matérialisées » (représentées géographiquement sur le globe terrestre) et possèdent un système de compatibilité des formats NTSC/PAL.
En général, contrairement aux lecteurs Blu-ray multi-zones, les lecteurs DVD multi-zones ne coutent pas cher.
Et il n'y a aucune loi internationale qui interdit d'acheter un DVD dans une autre zone et dans un autre format.
D'ailleurs les DVD et les Blu-ray spéciaux pour les albums musicaux ne sont généralement pas zonés.